# Breitenheim
Breitenheim là một xã thuộc huyện Bad Kreuznach trong bang Rheinland-Pfalz, phía tây nước Đức. Xã Breitenheim có diện tích 5,69 km², dân số thời điểm ngày 31 tháng 12 năm 2006 là 430 người.